# Jason Carter (Politiker)

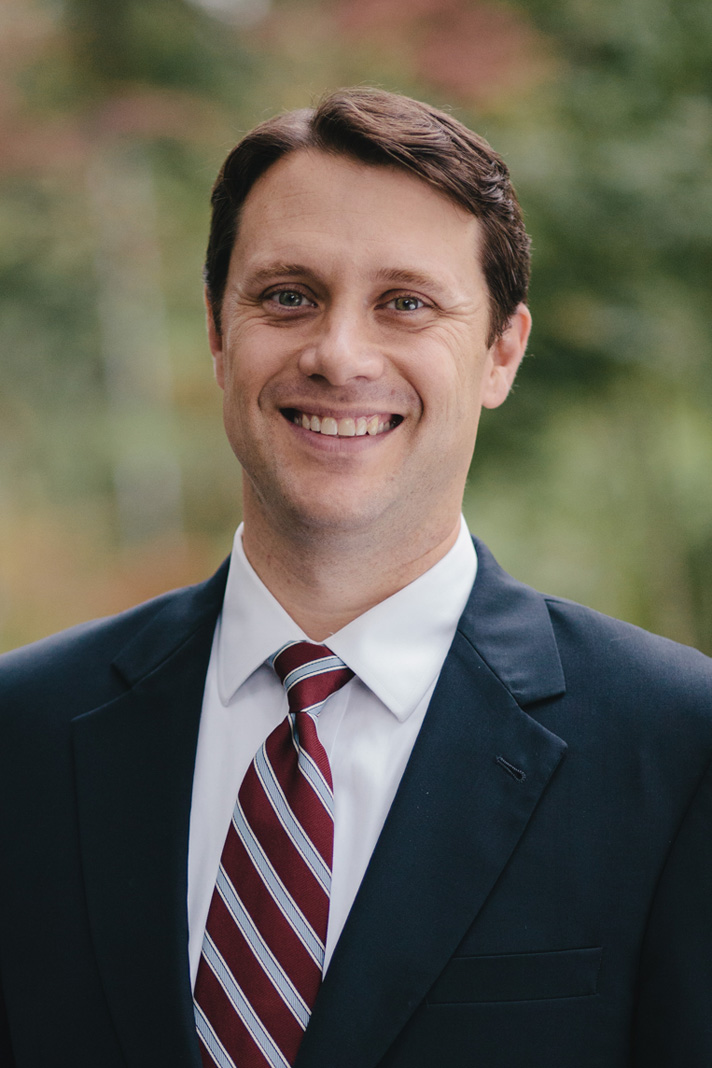
Jason Carter (Oktober 2012)

Jason James Carter (* 7. August 1975 in Decatur, Georgia) ist ein US-amerikanischer Politiker. Carter war von 2010 bis 2015 Mitglied des Senats von Georgia, war 2014 Kandidat der Demokratischen Partei für das Amt des Gouverneurs seines Heimatbundesstaats.

## Leben
Jason Carter ist der Sohn des Politikers Jack Carter und dessen erster Frau Juliet Langford. Er hat eine Schwester, Sarah. Sein Vater unterlag 2006 John Ensign bei der Wahl zum US-Senator für den Bundesstaat Nevada. Carters Großvater war der ehemalige Präsident der Vereinigten Staaten (1977–1981), Jimmy Carter.
Nach Abschluss an der Duke University trat Carter 1997 dem Friedenscorps bei. Er wurde in Lochiel, einer Kleinstadt in Südafrika an der Grenze zu Swasiland, stationiert, wo er sich knapp zwei Jahre lang für Bildungsmöglichkeiten der dort in Armut lebenden Bevölkerung starkmachte. Er schrieb später das Buch Power Lines über seine Erfahrungen. Jason Carter spricht aus dieser Zeit fließend isiZulu und Siswati. Nach seiner Rückkehr in die Vereinigten Staaten studierte Carter Rechtswissenschaften an der University of Georgia und schloss dieses Studium 2004 mit der Bestnote magna cum laude ab. Danach arbeitete er in Atlanta als Rechtsanwalt in der Kanzlei Bondurant, Mixson & Elmore.
Im Mai 2010 kandidierte Carter für das Amt eines Staatssenators, da der bisherige Amtsinhaber David Adelman kurz zuvor von US-Präsident Barack Obama zum US-Botschafter in Singapur ernannt worden war. Somit war Jason Carter das erste Familienmitglied nach seinem Großvater, das in ein öffentliches Amt gewählt wurde.
Im Senat von Georgia gehörte Carter zahlreichen Ausschüssen an, darunter dem Justiz-, Wissenschafts- und Landwirtschaftsausschuss. Er ist in Georgia für sowohl konservative wie auch liberale Standpunkte bekannt. Einerseits ist er ein Verfechter des 2. Zusatzartikels zur Verfassung der Vereinigten Staaten und des Rechtes der Bevölkerung, Waffen zu besitzen und zu tragen; andererseits engagiert er sich für die Rechte der LGBT-Gemeinde und der Pro-Choice-Bewegung.
Im Jahr 2014 kandidierte Carter für das Amt des Gouverneurs von Georgia. Allerdings unterlag er dem republikanischen Amtsinhaber Nathan Deal mit 44 zu 52 Prozent überraschend deutlich, nachdem Umfragen ein Kopf-an-Kopf-Rennen vorhergesagt hatten.
Jason Carter ist mit Kate Carter verheiratet, einer ehemaligen Journalistin und jetzigen Highschool-Lehrerin. Zusammen haben sie zwei Söhne.